# Майерхёфен
Майерхёфен (нем. Maierhöfen) — община в Германии, в земле Бавария. 
Подчиняется административному округу Швабия. Входит в состав района Линдау-Бодензее. Подчиняется управлению .  Население составляет 1586 человек (на 31 декабря 2010 года). Занимает площадь 17,50 км².